# Tadoussac

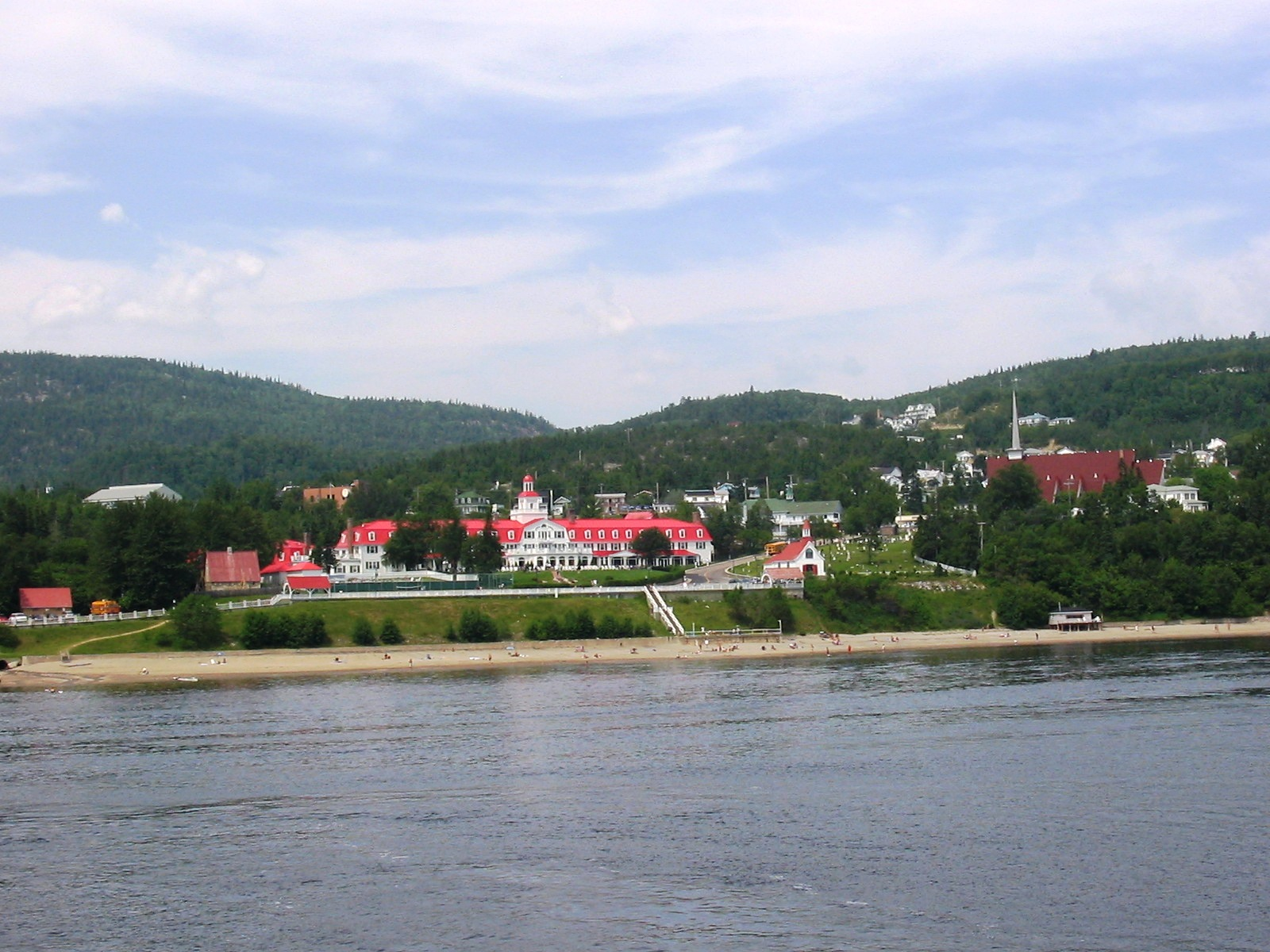
Vista de Tadoussac

Tadoussac és un poble del Quebec, al Canadà, situat al municipi regional del comtat de La Haute-Côte-Nord i de la regió administrativa de la Côte-Nord. El 2006 hi vivien 850 habitants.